# Huaquillas
Huaquillas é uma cidade localizada na província equatoriana do Ouro. É a capital do cantón de Huaquillas. Huaquillas se localiza no limite com Peru. Uma ponte internacional que se estende sobre o rio Zarumilla conecta este povo com o distrito peruano de Águas Verdes. Ambos povos têm um intenso movimento comercial tanto em estabelecimento formais como mediante vendedores ambulantes. Assim mesmo, tanto em Huaquillas como em Águas Verdes circulam livremente o dólar norte-americano (moeda que circula em Equador) como o Sol novo peruano.